# Nikolaikirche (Waltersleben)

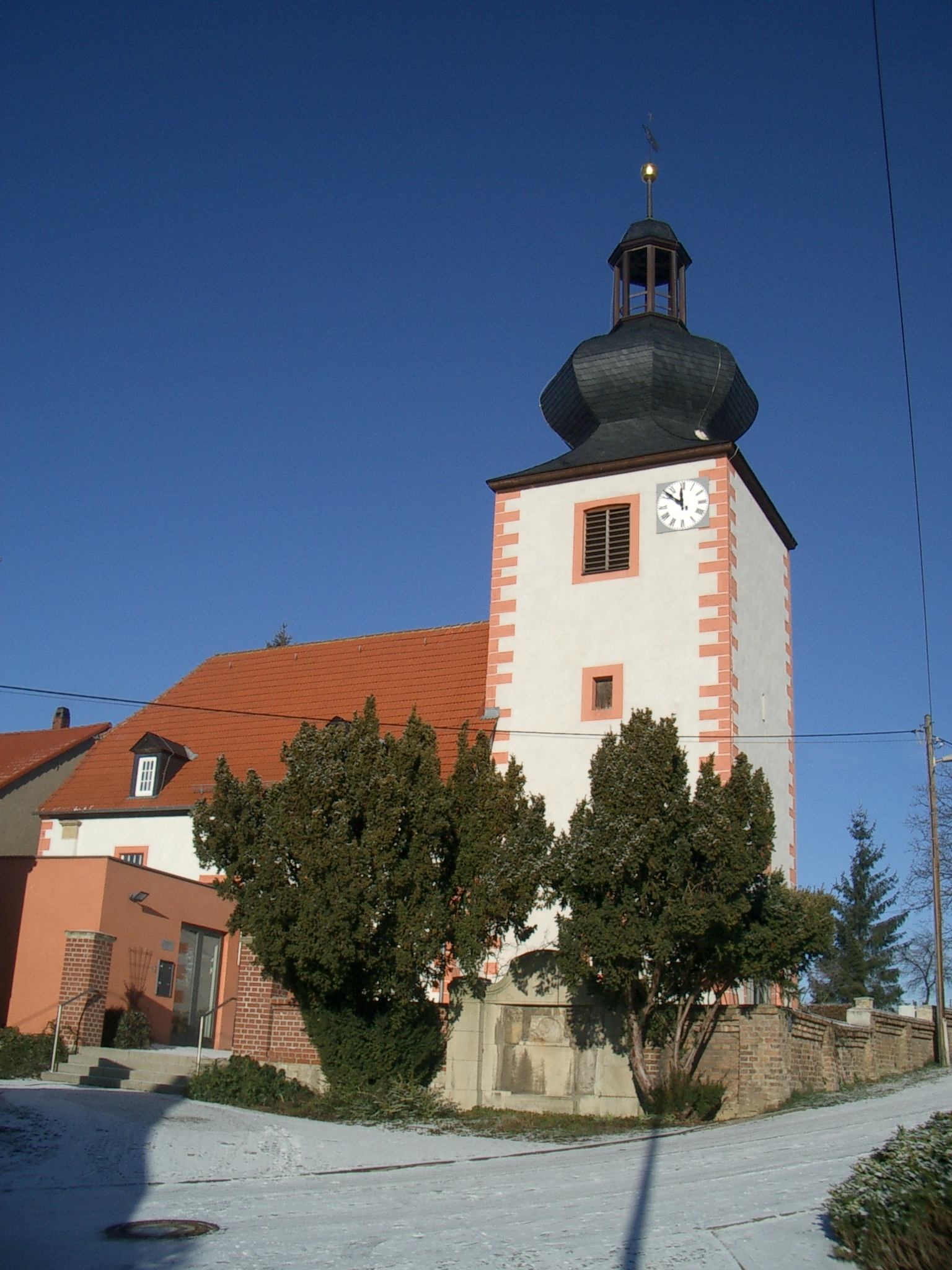
Nikolaikirche

Die evangelisch-lutherische denkmalgeschützte dem heiligen Nikolaus geweihte Nikolaikirche steht in Waltersleben, einem Ortsteil der Landeshauptstadt Erfurt von Thüringen. Die Kirchengemeinde Waltersleben gehört zum Kirchengemeindeverband Egstedt im Kirchenkreis Erfurt der Evangelischen Kirche in Mitteldeutschland.

## Beschreibung
Die ursprüngliche Kirche, eine Saalkirche mit Chorturm ist romanischen Ursprungs. Um 1600 wurde die Apsis durch einen rechteckigen Anbau ersetzt. Am Anfang des 18. Jahrhunderts wurde das Kirchenschiff weitgehend erneuert und bekam ein Krüppelwalmdach aufgesetzt. Der Innenraum hat zwischen dem Chorbogen und dem Triumphbogen doppelstöckige Emporen.
Die Kirche wurde wegen Baufälligkeit seit 1975 nicht mehr genutzt. Die barocke Haube des Chorturms wurde 1984 abgerissen und durch ein provisorisches Flachdach ersetzt. In den  Jahren nach der Jahrtausendwende wurde die Kirche umfassend wiederherstellt. Heute befindet sich im Kirchturm ein Saal als Gottesdienstraum, das Kirchenschiff dient als Dorfgemeinschaftshaus. Zwischen beiden Räumen befinden sich Glastüren. Die Orgel mit 18 Registern, verteilt auf 2 Manuale und Pedal, wurde 1721 von Johann Georg Schröter gebaut und 1900 von Albin Hickmann & Comp. umgebaut.